# هينينج جاكوب هنريك لوند
هينينج جاكوب هنريك لوند (بالدنماركية: Henrik Lund)‏ هو قس دنماركي، ولد في 29 سبتمبر 1875 في Nanortalik ‏ في جرينلاند، وتوفي في 6 يونيو 1948 في نارساك في جرينلاند.